# George Jefferson
George Jefferson è un personaggio immaginario interpretato da Sherman Hemsley, protagonista della sitcom americana I Jefferson (la cui programmazione durò 10 anni: dal 1975 al 1985) dove appare in tutti i 253 episodi. È un imprenditore afro-americano molto ambizioso tanto da essere proprietario e gestore di una catena di lavanderie a New York City: "Jefferson's Cleaner"; che lo resero milionario e molto conosciuto in tutta New York City.
È apparso inizialmente nella situation comedy Arcibaldo insieme a Louise e a suo figlio Lionel prima di avere il proprio show.

## Storia

### Antefatti

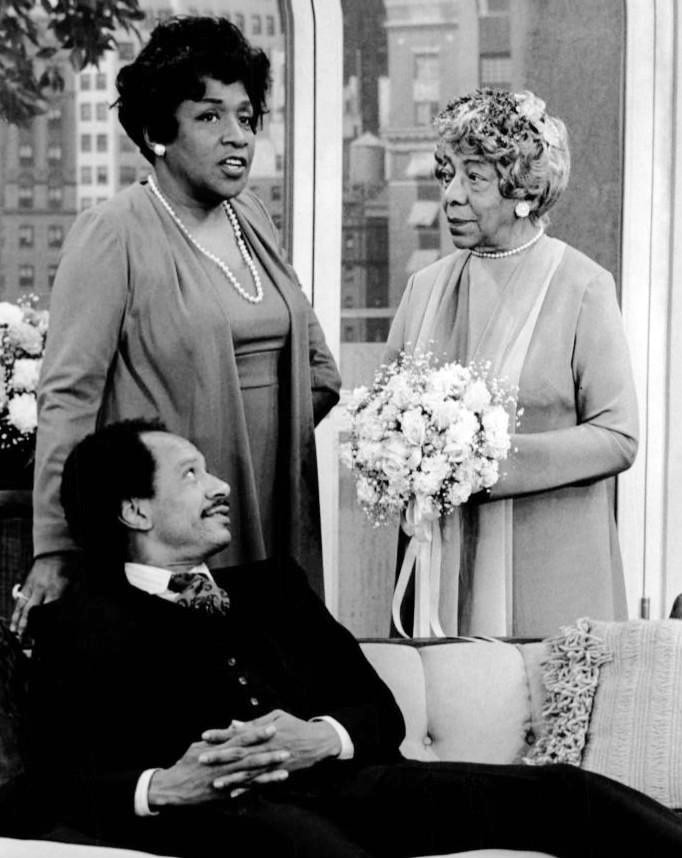
"Mamma" Jefferson discute con Louise e George

George Jefferson nacque ad Harlem nel 1929; suo padre era un povero mezzadro, mentre la madre era casalinga. In una puntata di Arcibaldo, Louise afferma di aver avuto una conversazione con il padre di George sulle radici della famiglia Jefferson; ciò tuttavia discorda con la versione de I Jefferson, secondo cui il padre era morto quando George aveva solo 9 anni. Tale cambiamento si può giustificare con il fatto che gli scrittori dello show modificarono la storia del protagonista in modo da renderlo più protettivo nei confronti della madre. Fin da piccolo entra nel mondo del lavoro come lustrascarpe per aiutare economicamente la sua famiglia. A 15 anni, per fare un regalo alla mamma, rubò, insieme ad un amico, della merce in un supermercato ma vennero scoperti e denunciati, di conseguenza vennero rinchiusi in riformatorio. Durante la guerra in Corea, George entrò nella marina degli Stati Uniti, diventando cuoco con l'amico Cornelius X. Mayflower ("pela patate" come egli stesso si nomina). In questo periodo iniziò a partecipare a degli incontri di boxe, disputandone 5 e perdendone altrettanti; i suoi (in)successi sportivi gli fruttarono una coppa che il protagonista conserva tuttora (gli venne consegnata per aver ottenuto il punteggio pieno, ma in negativo). Nel 1952, poco dopo esser entrato in marina, sposa Louise "Whizzie" Mills (conosciuta a sedici anni) come risulta dalle sue carte di dimissioni.
Nel 1953, un anno dopo la fine della guerra, ella partorì il loro primo e unico figlio: Lionel. Nel frattempo George e Whizzy trovarono lavoro rispettivamente come bidello e come governante. Avuto un incidente d'auto, George usò i 3200 $ di risarcimento (o 3500 $ ne I Jefferson) per aprire una lavanderia a secco.

### Arcibaldo

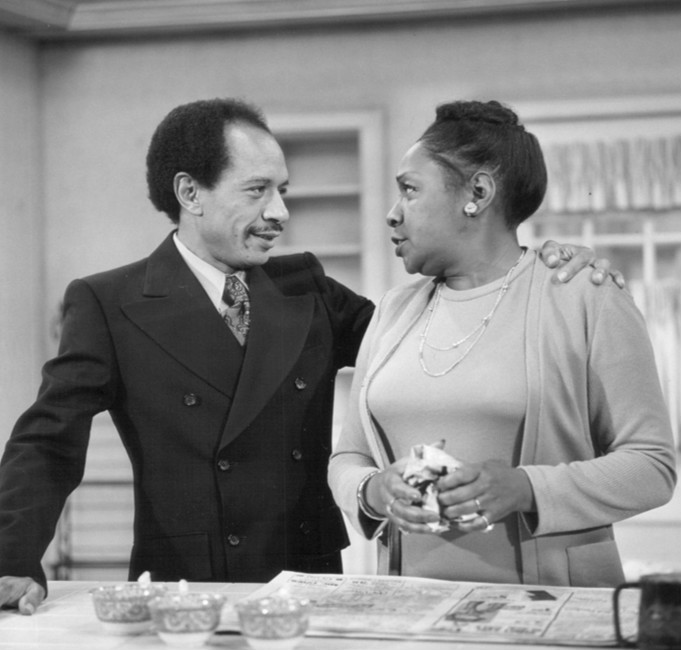
Louise e George ai tempi di Arcibaldo
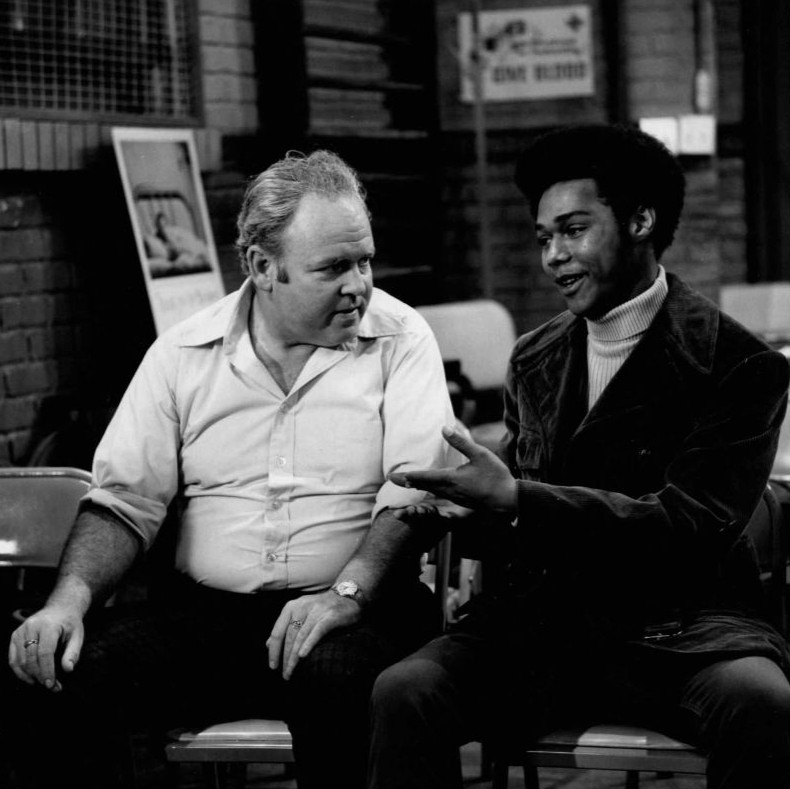
Archie e Lionel ai tempi di Arcibaldo
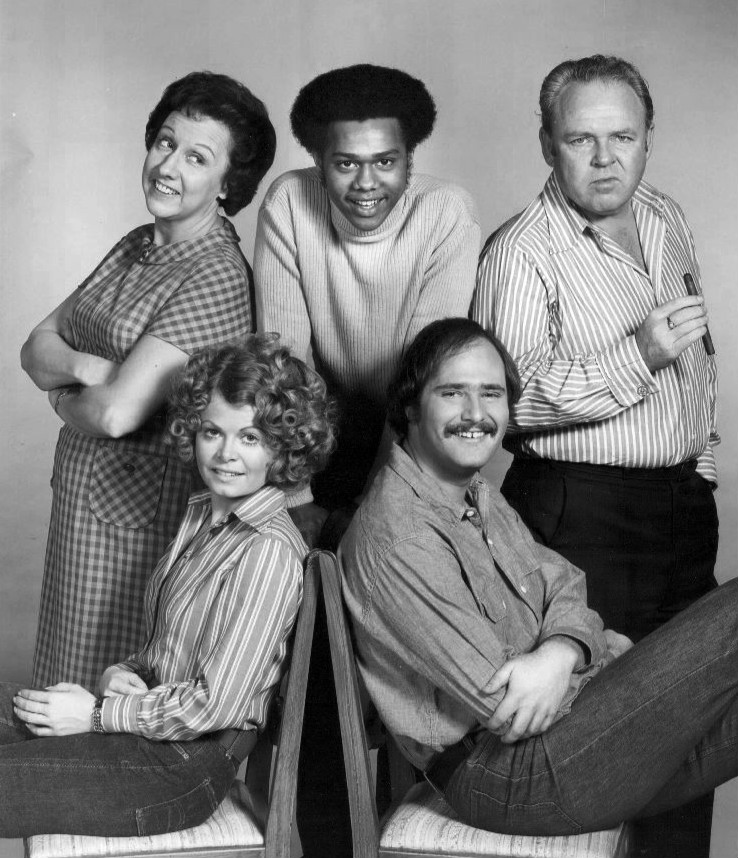
I Bunker, vicini di casa di George, e il figlio Lionel

I Jefferson successivamente si trasferirono in un quartiere popolare nel distretto del Queens accanto alla famiglia Bunker. Tra il 1971 e il 1973, George è assente nel telefilm (ciò viene giustificato con il suo rifiuto di mettere piede in casa Bunker) anche se con il tempo i rapporti tra Jefferson e Bunker migliorarono nettamente. George, divenuto un imprenditore affermato, si trasferì con la sua famiglia in limousine in un appartamento di lusso sulla Upper East Side di Manhattan, non prima di essersi pavoneggiato orgogliosamente con i Bunker.

### I Jefferson

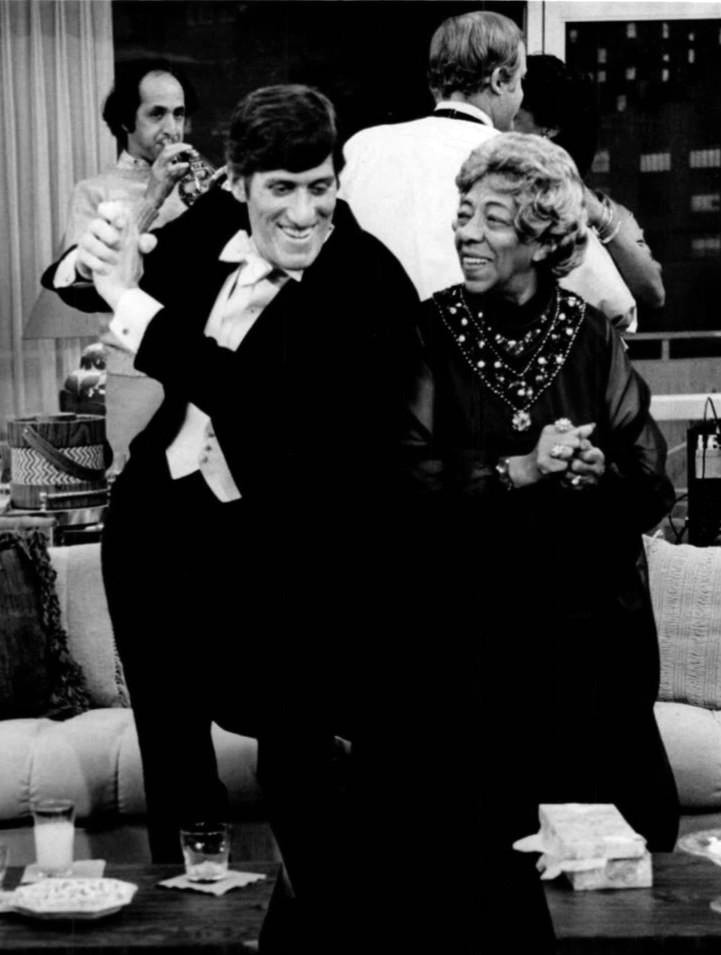
"Mamma" Jefferson e Henry Bentley, co-protagonisti della sitcom I Jefferson

In questo periodo George assume una cameriera, Florence Johnston, per aiutare la moglie nonostante il suo parere contrario. Lei si mostra subito molto pigra ed indolente, e ciò porterà a esilaranti scontri con il padrone. Nonostante ciò, la stessa è andata a vivere in casa Jefferson, poiché il suo vecchio appartamento viene demolito. Inoltre il figlio Lionel prende la laurea in ingegneria e sposa la figlia dei vicini Willis (dal cui rapporto nascerà una bambina: Jessica), con cui il nostro protagonista farà amicizia nonostante gli iniziali scontri dovuti al loro matrimonio interrazziale. Conosce inoltre l'allampanato vicino inglese Henry Bentley e l'avido portiere Ralph Hart ed allarga la sua impresa aprendo una settima lavanderia.

## Personalità
George è supponente, bigotto, irascibile, razzista e non particolarmente istruito. A differenza dell'odiato Tom Willis, è dotato di grande intelligenza ed astuzia e di grandi capacità d'imprenditore. Con il tempo, George si ammorbidisce come si vede nel finale de "I Jefferson" quando il razzismo e il disprezzo per il matrimonio interrazziale (trama molto ripresa nelle prime stagioni) viene sostituito con vicende che coinvolgono la vita dei Jefferson, nonché le interazioni con la cameriera Florence (interpretata da Marla Gibbs) e i Willis, ormai amici del nostro protagonista compreso Tom Willis.

## Altre apparizioni
I principali camei di questo personaggio dopo la chiusura dei Jefferson sono in:
- E.R. - Medici in prima linea., dove George fa visita alla nipote, Julie Williams (interpretata da Lynne Moody), un'infermiera di Chicago.
- Willy, il principe di Bel-Air, dove George appare due volte con Louise discutendo se acquistare o meno la casa di Will Smith.
- I Simpson, dove alla fine di una puntata Louise si rivolge direttamente a George pregandolo di ritornare da lei, dal momento che lo cerca ormai da molto tempo.

## Jefferson's Cleaners
Jefferson's Cleaners è l'azienda (nonché catena di lavanderie) che ha portato George al successo e al lusso; più volte in competizione con altre aziende alla fine è quasi sempre George a vincere.

### Storia
In Arcibaldo Lionel racconta che George sfruttò i 3.200 dollari dell'assicurazione per aprire una lavanderia che con gli anni, grazie al suo innato genio per gli affari, prosperò tanto da permettere alla sua famiglia di trasferirsi in un quartiere popolare nel distretto del Queens. Anche la seconda, fondata ad Harlem, ebbe lo stesso destino dell'altra e George, sempre più ambizioso, nella prima metà degli anni settanta ne aprì altre tre. Una volta trasferitosi nel suo lussuoso attico ne apre altre tre, in questo modo ottiene il monopolio del lavaggio a secco in tutta New York; i suoi numerosi successi gli consentirono di vincere numerosi premi durante la serie come per es. il premio per essere il piccolo imprenditore dell'anno (vinto nella sesta stagione). 
In un flashback ne I Jefferson, viene spiegato come egli abbia avuto l'idea di affermarsi nel settore delle lavanderie; infatti durante il Natale del 1943 suo padre si lamentò con lui del fatto che il lavaggio a secco era molto costoso, e da qui nacque l'idea.

### Rivalità con altre aziende
Il principale rivale in affari di George era Gil Cunningham, con il quale ha sempre avuto un rapporto molto antagonistico. Dopo la morte del rivale, Jefferson scopre che lui non desiderava essere suo nemico, tuttalpiù era la moglie che istigava i litigi tra i due. Nel suo testamento, Gil lascia a George il trofeo di bowling che vinse contro la squadra della Jefferson 's Cleaners, con una lettera di avvertimento con cui gli consiglia di non fidarsi mai lei. Successivamente la signora Cunningham, apparentemente ancora in lutto per la sua scomparsa, ruba un'idea per una campagna pubblicitaria che avrebbe dovuto essere per la Jefferson's Cleaners. Alla fine George svela il misfatto e costringe l'infame signora a pagare un dollaro per ogni chilo di biancheria presente nei suoi negozi (per un totale di 10 000$)

## Parenti, amici e conoscenti

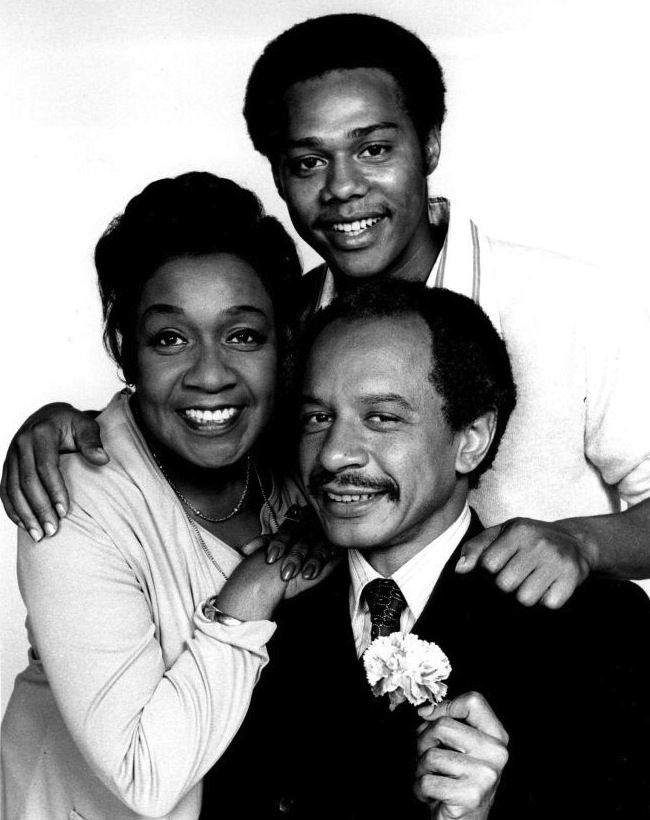
La famiglia Jefferson

### Parenti
- Louise "Whizzie" Jefferson, la moglie, casalinga. Si dimostra di solito abbastanza comprensiva nonostante il carattere a tratti burbero del marito (sebbene non gli risparmi rimproveri o litigi quando dice o fa qualcosa di sbagliato). Al contrario di George, è molto amica dei Willis e in generale tenta di essere amichevole con tutti.
- Lionel Jefferson, il figlio di George e Louise, studente di ingegneria. Si sposerà con la figlia dei Willis, Jenny, da cui avrà una figlia, Jessica, e infine divorzieranno.
- Olivia "Mamma" Jefferson, è la madre iperprotettiva di George (suo marito e padre di suo figlio muore quando quest'ultimo aveva appena dieci anni). Si dimostra sempre ipercritica verso la nuora. Nella quarta stagione della serie recita solo fino al nono episodio, di cui l'ultimo è The Last Leaf, nelle stagioni successive veniamo a sapere che è morta.

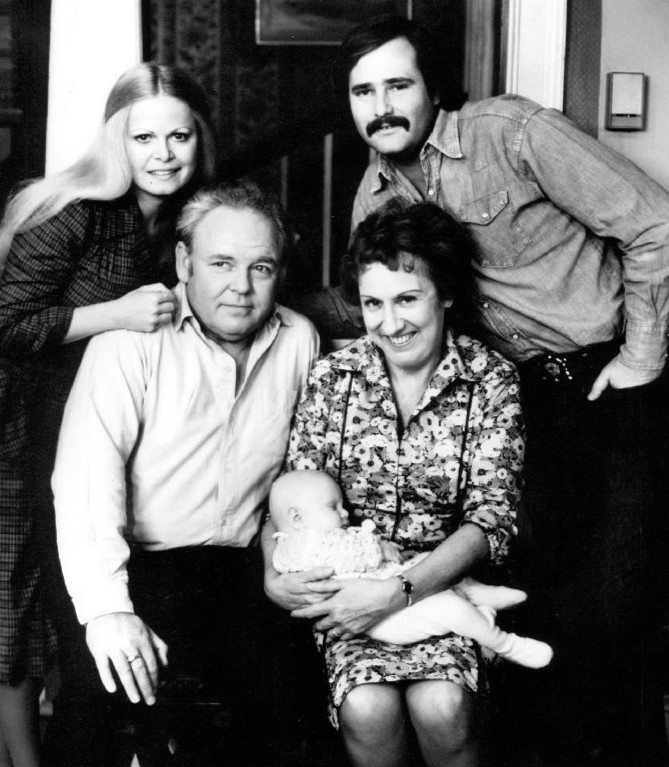
Gloria, MIchael,Arcibaldo e Edith: i protagonisti di Arcibaldo

### Arcibaldo

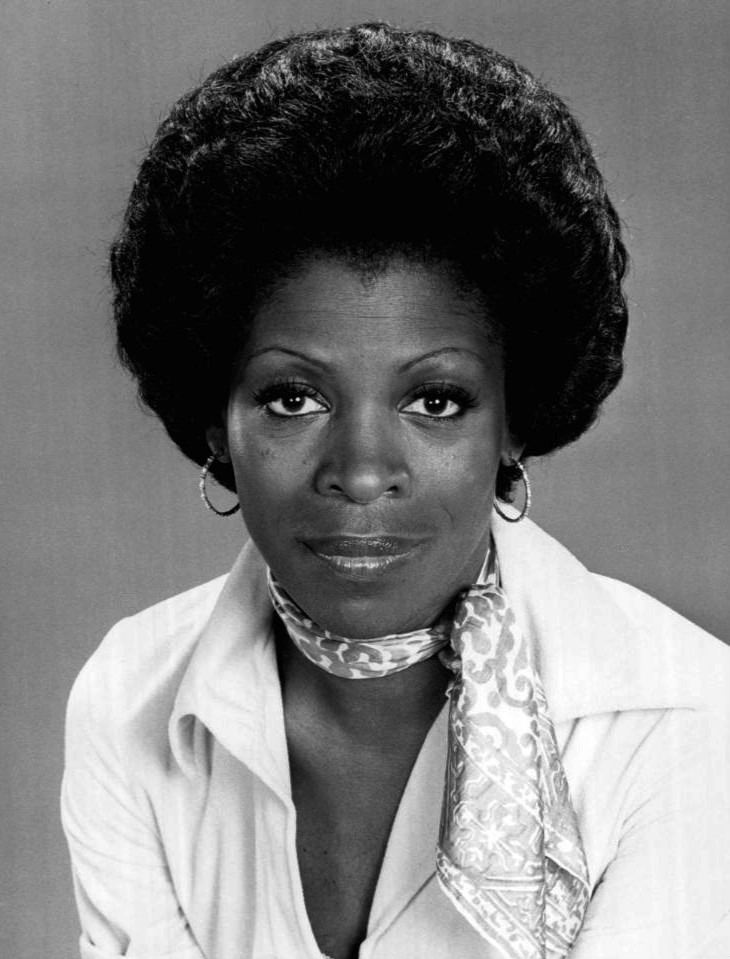
Helen Willis

Di seguito sono elencati gli amici e conoscenti di George in Arcibaldo:
- Arcibaldo "Archie" Bunker, cinquantenne tassista, è un gran lavoratore attaccato alla famiglia ma altrettanto razzista e bigotto verso tutto ciò che è diverso da lui.
- Edith Bunker, moglie affettuosa, pratica ma anche svitata, si prende amorevolmente cura del marito e la sua migliore amica è Louise Jefferson
- Gloria Bunker Stivic è la figlia dei Bunker
- Michael Stivic è il marito di Gloria e quindi genero dei Bunker; polacco, progressista, senza lavoro definito "Testone" (meathead) da Archie
- Frank e Irene Lorenzo, coppia che abita vicino ai Bunker; lei, irlandese meccanica, lui, casalingo italiano, sono costanti bersagli delle prese in giro di Archie

### I Jefferson
Di seguito sono elencati i principali amici e conoscenti di George ne I Jefferson:

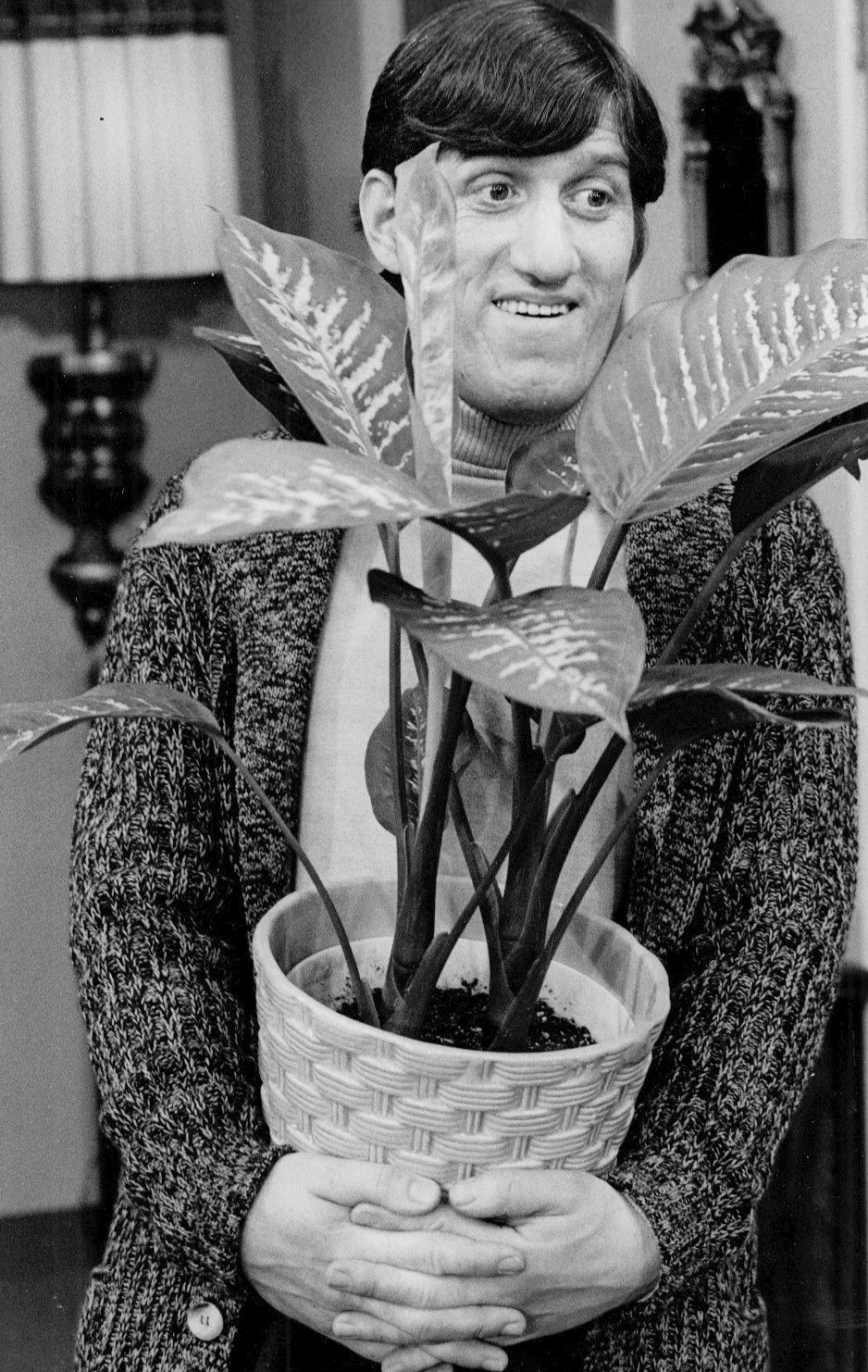
Henry Bentley

- Florence Johnston, la domestica, anche lei di colore, che in un certo senso rappresenta l'alter ego del padrone di casa, sempre pronta a discutere con lui per questioni di lavoro e di soldi. Si dimostra il più delle volte piuttosto pigra e indolente al lavoro (fatto che le viene continuamente rinfacciato da George); tuttavia, quando vuole, è in grado di compiere in maniera adeguata il suo ruolo di domestica. Ha spesso periodi di depressione a causa della sua povertà, il suo perenne stato di nubile e al fatto che non riesca a tenersi un uomo per lungo tempo. Ha meditato più volte il suicidio salvo poi essere dissuasa da George, Louise e i Willis. Lascerà temporaneamente la serie per lo spin-off Checking In venendo infine riassunta dai Jefferson dopo aver perso il lavoro nell'albergo in cui lavorava, distrutto da un incendio.
- Harry Bentley, il vicino di casa dei Jefferson, inglese e laureato alla Oxford University, impiegato alle Nazioni Unite. È socievole e un po' bizzarro e una sua particolarità è quella di raccontare spesso aneddoti riguardanti lui o i suoi particolari parenti.Jenny e Lionel (Damon Evans)

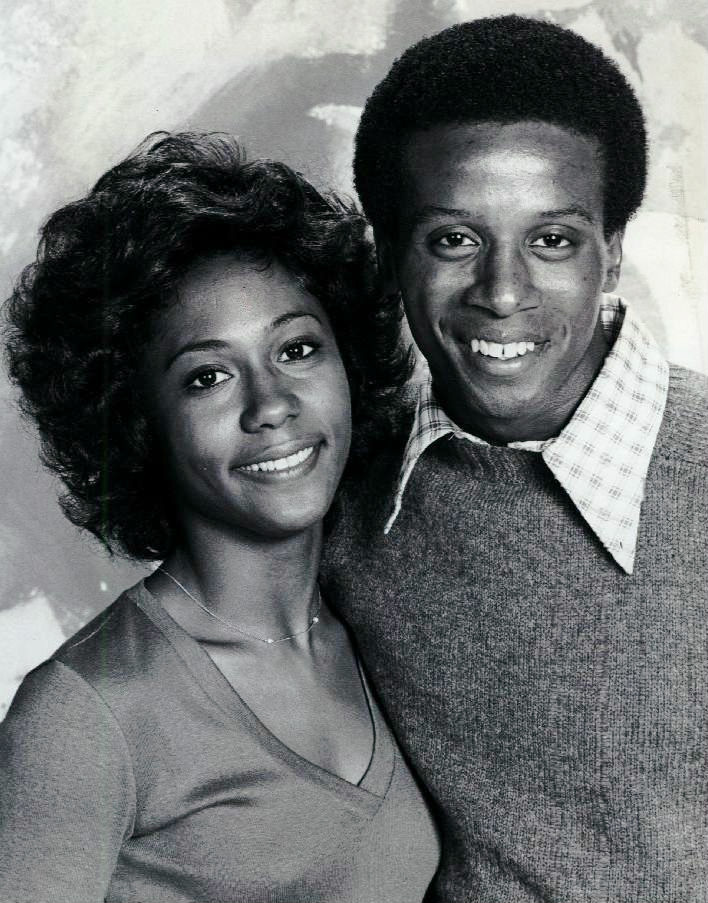
Jenny e Lionel (Damon Evans)

- Thomas "Tom" Willis e Helen Woodroow Willis, i vicini di casa di George e Louise. Sono una coppia mista (lui bianco e lei nera) e per questo vengono spesso presi in giro dal protagonista (di solito li chiama "zebre", soprattutto durante le prime stagioni).
- Jenny Willis (ex-Jefferson), figlia dei Willis, prima fidanzata poi moglie di Lionel. La coppia avrà una figlia, Jessica, e infine divorzierà.
- Ralph Hart, bianco, è l'ingegnoso portiere dello stabile, sempre pronto a offrire i suoi servigi in cambio di laute mance. È molto venale e farebbe qualsiasi cosa per denaro. Nonostante sia un semplice portiere e dichiari spesso di essere povero in canna, Ralph sembra avere più soldi di quanto vuole far credere ed ha parecchi agganci con l'alta società. Di Ralph si sa che è sposato da molti anni (come spiega nella decima stagione) e che ha due figli. In una puntata ambientata nel futuro, viene mostrato come Raplh si sia arricchito a tal punto (grazie anche alle mance raccolte negli anni) da riuscire a comprare l'intero palazzo

## Premi e riconoscimenti
- 1985 - Nomination miglior attore in una serie commedia o musicale per "I Jefferson"[4]